# Девица (нижний приток Дона)
Деви́ца — река в Хохольском, Репьёвском и Острогожском районах Воронежской области, правый приток реки Дон. Длина около 54 км. Исток реки расположен близ села Семидесятное, устье недалеко от села Девица. Протекает по овражистой местности. Крупнейший приток Россошка.
Река протекает через населённые пункты: Семидесятное, Россошки, Бузенки, Красный Пахарь, Яблочное, Дубовой, Болдыревка и Девица.
Через реку перекинуто 6 автомобильных мостов.
На правом берегу реки Девица в Острогожском районе между сёлами Девица и Болдыревка находится скифский могильник Девица V, который датируется IV веком до нашей эры.

## Интересные факты
В Воронежской области протекают две реки с именем Девица, обе впадают в Дон, и обе имеют притоком реку с именем Россошка. Кратчайшее расстояние между реками 24 км.
Река упоминается в «Книге Большому чертежу» как Красная Девица:

А ниже Воронежа, с Нагаиской стороны 50 верст, пала в Дон река Форосан, а ниже Форосана, с Крымскои стороны, рекою верст с 30, а полем верст с 15, пала в Дон река Красная Девица.